# アメリカ合衆国の州 (成立順)
下記は、成立順のアメリカ合衆国の州の一覧、すなわち、アメリカ合衆国に加盟した日付順の州の一覧である。
最初の13州は、独立宣言の日（1776年7月4日）から、あるいは、連合規約を批准した日から合衆国の一員であったとも考えられるが、ここでは、バーモント州のように、各州が現在の合衆国憲法を批准した日に加盟したものとしている。50州25セント硬貨プログラムなど他の一覧でも、同様のことが行われている。
その後の州が加盟した日は、オハイオ州を除き、加盟を定めた法律や、その法律に基づく後の決議によって定められている。オハイオ州が加盟した日は、1953年の連邦議会の法令により、1803年3月1日と決定された。これは、もともとの法令では、加盟した日を表す日付が事務的なミスによって欠落していたためである。
また、この一覧では、南北戦争中に11州がアメリカ連合国を形成するために合衆国から脱退したこと、その後の1866年から1870年にかけてこれら諸州が連邦議会で代表権を回復したこと（しばしば「再加盟」と呼ばれる）、及び、これら諸州におけるレコンストラクションの完了は考慮されていない。それは、合衆国最高裁判所が「Texas v. White」事件において脱退が違法なものであると判断しており、これら諸州は法律上は連邦を去っていないためである。また、他の2州において形成された脱退主義政府も考慮されていないが、これは連邦主義政府による支配が概ね維持されていたためである。

## 地図

最初がもともとの13州で、次が成立を承認された州

州の成立年
1776-1790
1791-1799
1800-1819
1820-1839
1840-1859
1860-1879
1880-1899
1900-1950
1950-1959

## 表
| #  | 州                       | 州                   | 成立           | 成立前 |
| -- | ------------------------ | -------------------- | -------------- | --- |
| 1  | デラウェア州の旗         | デラウェア州         | 1787年12月7日  | デラウェア植民地：後に合衆国の主権州となるペンシルベニア州よりも早い                                               |
| 2  | ペンシルベニア州の旗     | ペンシルベニア州     | 1787年12月12日 | ペンシルバニア植民地：後に合衆国の主権州となる                                                                     |
| 3  | ニュージャージー州の旗   | ニュージャージー州   | 1787年12月18日 | ニュージャージー植民地：後に合衆国の主権州となる                                                                   |
| 4  | ジョージア州の旗         | ジョージア州         | 1788年1月2日   | ジョージア植民地：後に合衆国の主権州となる                                                                         |
| 5  | コネチカット州の旗       | コネチカット州       | 1788年1月9日   | コネチカット植民地：後に合衆国の主権州となる                                                                       |
| 6  | マサチューセッツ州の旗   | マサチューセッツ州   | 1788年2月6日   | マサチューセッツ湾直轄植民地：後に合衆国の主権州となる                                                             |
| 7  | メリーランド州の旗       | メリーランド州       | 1788年4月28日  | メリーランド植民地：後に合衆国の主権州となる                                                                       |
| 8  | サウスカロライナ州の旗   | サウスカロライナ州   | 1788年5月23日  | サウスカロライナ植民地：後に合衆国の主権州となる                                                                   |
| 9  | ニューハンプシャー州の旗 | ニューハンプシャー州 | 1788年6月21日  | ニューハンプシャー植民地：後に合衆国の主権州となる                                                                 |
| 10 | バージニア州の旗         | バージニア州         | 1788年6月25日  | バージニア植民地：後に合衆国の主権州となる                                                                         |
| 11 | ニューヨーク州の旗       | ニューヨーク州       | 1788年7月26日  | ニューヨーク植民地：後に合衆国の主権州となる                                                                       |
| 12 | ノースカロライナ州の旗   | ノースカロライナ州   | 1789年11月21日 | ノースカロライナ植民地：後に合衆国の主権州となる                                                                   |
| 13 | ロードアイランド州の旗   | ロードアイランド州   | 1790年5月29日  | ロードアイランド植民地：後に合衆国の主権州となる                                                                   |
| 14 | バーモント州の旗         | バーモント州         | 1791年3月4日   | ニューヨーク植民地とニューハンプシャー・グランツ (所有権が議論された)、バーモント共和国                            |
| 15 | ケンタッキー州の旗       | ケンタッキー州       | 1792年6月1日   | バージニア州ケンタッキー郡：州の同意で分離                                                                         |
| 16 | テネシー州の旗           | テネシー州           | 1796年6月1日   | ノースカロライナ州によって連邦政府に寄贈された西部から構成される                                                   |
| 17 | オハイオ州の旗           | オハイオ州           | 1803年3月1日   | 北西部領土（東海岸の連邦政府に寄贈された土地：ペンシルベニア州、バージニア州、コネチカット州、ニューヨーク州など） |
| 18 | ルイジアナ州の旗         | ルイジアナ州         | 1812年4月30日  | オーリンズ準州 |
| 19 | インディアナ州の旗       | インディアナ州       | 1816年12月11日 | インディアナ準州：以前の北西部領土より                                                                             |
| 20 | ミシシッピ州の旗         | ミシシッピ州         | 1817年12月10日 | ミシシッピ準州、ジョージア州により連邦政府に寄贈された土地で構成される                                             |
| 21 | イリノイ州の旗           | イリノイ州           | 1818年12月3日  | イリノイ準州：以前の北西部領土より                                                                                 |
| 22 | アラバマ州の旗           | アラバマ州           | 1819年12月14日 | アラバマ準州：ミシシッピ準州、ジョージア州の一部より                                                               |
| 23 | メイン州の旗             | メイン州             | 1820年3月19日  | 州の同意によりマサチューセッツ州メイン地区が分離                                                                   |
| 24 | ミズーリ州の旗           | ミズーリ州           | 1821年8月10日  | ミズーリ準州 |
| 25 | アーカンソー州の旗       | アーカンソー州       | 1836年6月15日  | アーカンソー準州                                                                                                   |
| 26 | ミシガン州の旗           | ミシガン州           | 1837年1月26日  | ミシガン準州：以前の北西部領土                                                                                     |
| 27 | フロリダ州の旗           | フロリダ州           | 1845年3月3日   | フロリダ準州 |
| 28 | テキサス州の旗           | テキサス州           | 1845年12月29日 | テキサス共和国 |
| 29 | アイオワ州の旗           | アイオワ州           | 1846年12月28日 | アイオワ準州 |
| 30 | ウィスコンシン州の旗     | ウィスコンシン州     | 1848年5月29日  | ウィスコンシン準州：以前の北西部領土より                                                                           |
| 31 | カリフォルニア州の旗     | カリフォルニア州     | 1850年9月9日   | 直接のメキシコ割譲地                                                                                               |
| 32 | ミネソタ州の旗           | ミネソタ州           | 1858年5月11日  | ミネソタ準州 |
| 33 | オレゴン州の旗           | オレゴン州           | 1859年2月14日  | オレゴン準州 |
| 34 | カンザス州の旗           | カンザス州           | 1861年1月29日  | カンザス準州 |
| 35 | ウェストバージニア州の旗 | ウェストバージニア州 | 1863年6月20日  | リッチモンドの州に反対する議会によってホイーリングのバージニア政府の同意と共に、バージニア州から分割した           |
| 36 | ネバダ州の旗             | ネバダ州             | 1864年10月31日 | ネバダ準州とアリゾナ準州の一部、さらにユタ準州も加えられた                                                         |
| 37 | ネブラスカ州の旗         | ネブラスカ州         | 1867年3月1日   | ネブラスカ準州 |
| 38 | コロラド州の旗           | コロラド州           | 1876年8月1日   | コロラド準州 |
| 39 | ノースダコタ州の旗       | ノースダコタ州       | 1889年11月2日  | ダコタ準州 |
| 40 | サウスダコタ州の旗       | サウスダコタ州       | 1889年11月2日  | ダコタ準州 |
| 41 | モンタナ州の旗           | モンタナ州           | 1889年11月8日  | モンタナ準州 |
| 42 | ワシントン州の旗         | ワシントン州         | 1889年11月11日 | ワシントン準州 |
| 43 | アイダホ州の旗           | アイダホ州           | 1890年7月3日   | アイダホ準州 |
| 44 | ワイオミング州の旗       | ワイオミング州       | 1890年7月10日  | ワイオミング準州                                                                                                   |
| 45 | ユタ州の旗               | ユタ州               | 1896年1月4日   | ユタ準州 |
| 46 | オクラホマ州の旗         | オクラホマ州         | 1907年11月16日 | オクラホマ準州とインディアン準州                                                                                   |
| 47 | ニューメキシコ州の旗     | ニューメキシコ州     | 1912年1月6日   | ニューメキシコ準州                                                                                                 |
| 48 | アリゾナ州の旗           | アリゾナ州           | 1912年2月14日  | アリゾナ準州 |
| 49 | アラスカ州の旗           | アラスカ州           | 1959年1月3日   | ロシア領アメリカ、アラスカ県、アラスカ地区とアラスカ準州                                                           |
| 50 | ハワイ州の旗             | ハワイ州             | 1959年8月21日  | ハワイ王国、ハワイ共和国とハワイ準州（Territory of Hawaii）                                                        |